# 白志健
白志健（1948年11月—），湖北武汉人，中华人民共和国政治人物。

## 生平
毕业于厦门水产学院，早年任职于广东，一直官至中华人民共和国农业部副部长、党组成员。后转任中共内蒙古自治区党委副书记，并在中共十五大上当选为中共中央纪律检查委员会委员。
2002年7月，担任中央人民政府駐澳門特別行政區聯絡辦公室主任，至2014年1月离任。
白志健是第十六、十七届中共中央委员，第十、十一屆全國人大代表、第十二屆全國人大常委兼华侨委员会主任委员。